# Richard Ehrenberg
Richard Ehrenberg (Wolfenbüttel, 5 febbraio 1857 – Rostock, 17 dicembre 1921) è stato un economista tedesco, fu docente di economia all'università di Rostock dal 1899 al 1921. Gli si devono pregiati lavori di storia dell'economia e di economia comparata, in particolare Hamburg und England im Zeitalter der Königin Elisabeth (1896).

## Biografia
Ehrenberg proveniva da una famiglia ebrea di insegnanti dei monti Harz. Suo padre era preside della Samson Free School di Wolfenbüttel. Aveva un fratello maggiore, il successivo studioso di diritto Viktor (Gabriel) Ehrenberg. Ehrenberg frequentò il ginnasio di Wolfenbüttel fino alla scuola elementare inferiore. Poi fece l'apprendistato bancario ad Hannover e lavorò in banca e temporaneamente anche nel commercio di libri. Ehrenberg era un corrispondente presso la banca di Amburgo C.L. Behrens & Co. Dal 1884 Ehrenberg studiò economia e scienze politiche a Tubinga, Gottinga e Monaco di Baviera. Nel 1886 conseguì il dottorato in scienze politiche summa laude a Tubinga. Negli anni successivi intraprese viaggi e studi archivistici su temi legati alla storia economica.
Dal 1888 al 1897 fu segretario del Collegio Reale di Commercio di Altona. A questo seguirono una serie di studi di storia economica e alcuni studi sulla storia del commercio, della navigazione e della finanza, soprattutto ad Amburgo. Nel 1892 scrisse un trattato su questo gruppo di interesse commerciale, fondato nel 1738. La sua opera principale è considerata il resoconto dell'età dei Fugger e delle transazioni monetarie e di credito nel XVI secolo (1896, tre edizioni, traduzioni in inglese e francese). Nel 1897 divenne professore associato di scienze politiche a Gottinga senza un'abilitazione; lì insegnò in particolare scienze delle assicurazioni e scienze commerciali. Dal 1899 al 1921 insegnò come professore ordinario di scienze politiche all'Università di Rostock. Ehrenberg era sposato con Helene Rochow dal 1900.
Nelle sue indagini, Ehrenberg chiarì che comprendeva il rapporto tra lavoratori e datori di lavoro come una comunità di lavoro, rappresentando così un'opinione contraria ai sostenitori del socialismo cattedrale. Insieme a Richard Stegemann, consulente interno della Camera di Commercio di Braunschweig, pubblicò, tra gli altri, nove volumi sul tema dell'Archive for Exact Economic Research, in cui presentava le sue analisi quantitative "esattamente comparative", che si discostavano dalla metodologia dell'economia tedesca dell'epoca. Sostenne anche l'istituzione di college commerciali. 
Il suo insegnamento e la sua ricerca si concentrarono sull'economia, le condizioni agricole nel Meclemburgo e i metodi dell'economia. A Rostock si occupò della lavorazione e della conservazione della tenuta dell'economista Johann Heinrich von Thünen. Nel 1901 fondò l'Archivio Thünen come fondazione presso il Dipartimento di Scienze Politiche dell'Università di Rostock. Nel 1916 fu insignito del titolo di Consigliere Privato.
Ehrenbergstraße nel distretto di Altona-Altstadt fu intitolato a lui nel 1950.

## Opere selezionate
- Come ha fatto Amburgo a diventare grande? Gli inizi del Porto Franco di Amburgo. Voss, Hamburg et al. 1888
- Amburgo e Anversa da 300 anni. Due conferenze, tenute presso il Verein für Hamburgische Geschichte. Herold'sche Buchhandlung, Amburgo 1889
- Il Collegio Reale del Commercio di Altona. Köbner & C., Altona 1892.
- Altona sotto il dominio di Schauenburg. J. Harder, Altona 1893, (Digitalisat). Ristampa in facsimile: Hansebooks, Amburgo 2016, ISBN 978-3-74348-505-1.
- Amburgo e l'Inghilterra nell'età della regina Elisabetta. Fischer, Jena 1896.
- Dalla preistoria del Blankenese e dei villaggi vicini di Wedel, Dockenhuden, Nienstedten e Flottbek. Meißner Verlag, Amburgo 1897
- Handelshochschulen II: Denkschrift über die Handelshochschule (= Veröffentlichungen des Deutschen Verbands für das Kaufmännischen Unterrichtswesen. Volume 4). Limbach, Braunschweig 1897
- Die Unternehmungen der Brüder Siemens, 1. Band, Gustav Fischer, Jena 1906
- Grandi fortune. Ihre Entstehung und ihre Bedeutung, Gustav Fischer, Jena 1902, 2a edizione, completata, 1905
- Parrocchia Das Haus di Amburgo (= Grosse Vermögen, ihre Entstehung und ihre Bedeutung. Volume 2). Fischer, Jena 1905 (Digitalisat. 2a edizione, invariata. ibid. 1925).
- L'epoca dei Fugger. Transazioni monetarie, di capitale e di credito nel XVI secolo. 2 volumi. Fischer, Jena 1896 (diverse ristampe; in inglese: Capital and Finance in the Age of Renaissance. Uno studio dei Fugger e delle loro connessioni (= La serie Belford di manuali economici. Volume 2). Jonathan Cape, Londra 1928; in francese: Le siècle des Fugger (= Oeuvres étrangères. Volume 2, ID ZDB 416290-0). Édition abrégée. S.E.V.P.E.N, Parigi 1955). Volume 1: I poteri del denaro del XVI secolo.), 3a edizione 1922 (copia digitalizzata) Volume 2: Le Borse Mondiali e le crisi finanziarie del XVI secolo.), 3a edizione 1922 (copia digitalizzata)
- La famiglia nel suo significato per la vita del popolo. Fischer, Jena 1916.

Editore dell'Archivio Thünen. Organo per la ricerca economica esatta. 1, 1905/06 – 2, 1907/09, ZDB-ID 204358-0; continua come: Archivio per la ricerca economica esatta (Archivio Thünen). 3, 1909/11 – 9, 1918/22, ZDB-ID 204360-9